# Aglaia meridionalis
Aglaia meridionalis är en tvåhjärtbladig växtart som beskrevs av C.M. Pannell. Aglaia meridionalis ingår i släktet Aglaia och familjen Meliaceae. Inga underarter finns listade i Catalogue of Life.